# 払涅靺鞨

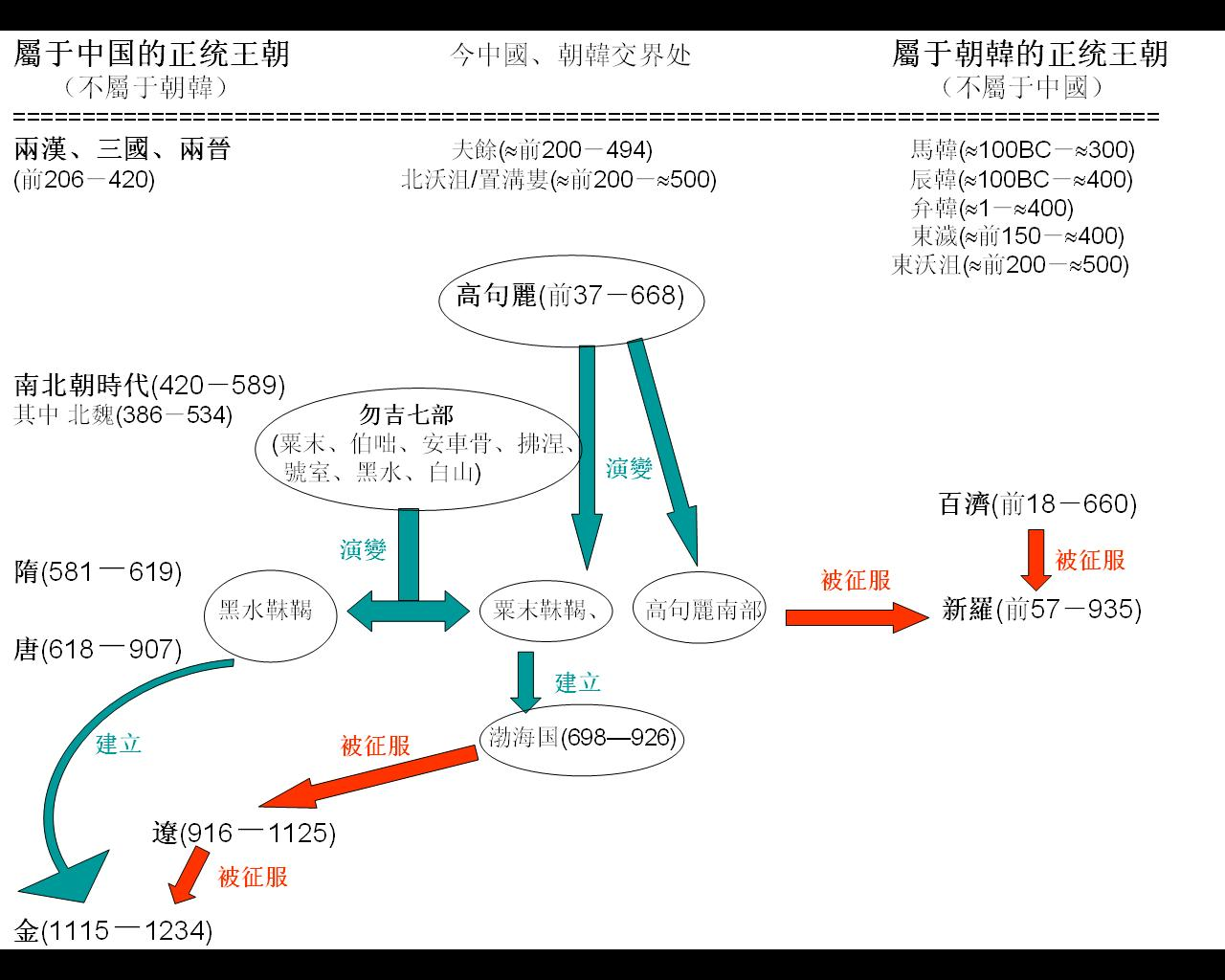
勿吉七部（靺鞨七部）の民族系統。勿吉七部（靺鞨七部）の粟末靺鞨の系統が渤海国に発展し、勿吉七部（靺鞨七部）の黒水靺鞨の系統が金に発展している。

払涅靺鞨（ふつでつまっかつ）は、現在の中国黒竜江省南部からロシア連邦沿海州南部に住んでいた靺鞨七部の一分派である。7世紀から8世紀前半に突厥に支配されたが、741年以降渤海の支配に入った。
靺鞨七部のうち最も未開であり、隋朝初期に石鍬を用いていた。